# Јован Милановић
Јован Милановић (Тмава код Куршумлије, 10. септембар 1942) пензионисани је генерал-потпуковник Војске Југославије, обавештајац и помоћник савезног министра одбране у Влади Драгише Пешића.

## Биографија
Једно време је водио генералштабну обуку на Војној академији у Београду. Као потпуковник Југословенске народне армије је био ангажован у Центру за стратегијске процене до 1985. године, када добија место војног изасланика у Алжиру. Након једногодишње припреме, одлази у ову мисију 1986. и тамо остаје до септембра 1990. године. Тадашњи југословенски амбасадор у Алжиру је био Борислав Милошевић.
По повратку у Југославију, именован је за начелника Сектора за геостратегијске анализе и процену Генералштаба ЈНА. Потом га је 1993. године, генерал Момчило Перишић преузео и поставио на место начелника кабинета начелника Генералштаба Војске Југославије. На овом месту је остао до краја 1994. године.

### НАТО планови за напад на СРЈ
Наредне 1995. године је као искусни обавештајац упућен у Брисел, на место министра-саветника дипломатске мисије СР Југославије при Европској унији. Тамо упознаје француског мајора Пјера Анрија Бинела, шеф кабинета предводника француске делегације НАТО војном комитету при генералштабу у Бриселу. Од њега је 1. октобра 1998. године добио оригиналне планове за војну интервенцију НАТО на СР Југославију. Захваљујући овој акцији, за неколико месеци је померена НАТО агресија на СРЈ. Касније је откривено ко стоји иза ових догађаја, па је Бинел осуђен на 5 година затвора.
Још неко време је остао у Бриселу, да би се касније вратио у Београд.
Активна служба у Војсци Југославије му је престала 2002. године.

## У популарној кулутри
Лик Миломира Вранића у серији Мој рођак са села, кога тумачи Војин Ћетковић, грађен је по лику генерала Милановића, а Радивоје Буквић у овој серији тумачи лик француског официра који у ствари представља Бинела.